# Nezumia kensmithi
Nezumia kensmithi är en fiskart som beskrevs av Wilson 2001. Nezumia kensmithi ingår i släktet Nezumia och familjen skolästfiskar. Inga underarter finns listade i Catalogue of Life.